# Itália nos Jogos Olímpicos de Inverno de 2006
A Itália mandou 185 competidores para os Jogos Olímpicos de Inverno de 2006, em Turim, na Itália. A delegação conquistou 11 medalhas no total, sendo cinco de ouro e seis de bronze. O Itália foi o país anfitrião dos jogos.
O patinador Enrico Fabris foi o italiano com mais medalhas de ouro e no total, duas de ouro e uma de bronze, somando três no total.

### 

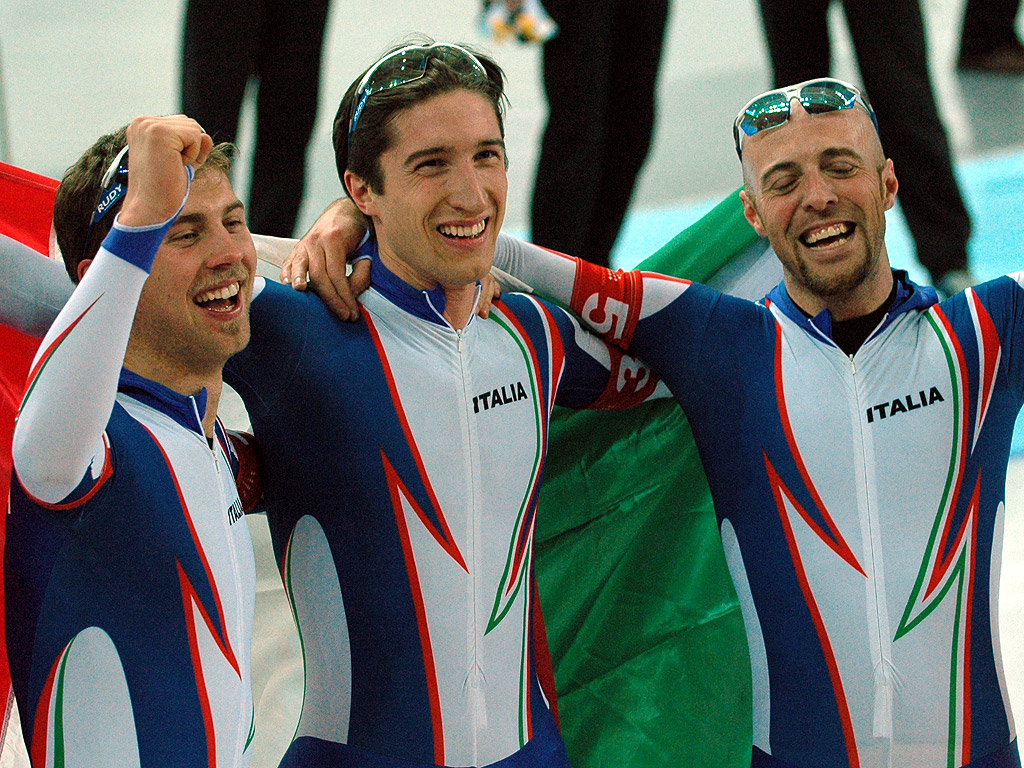
Matteo Anesi, Enrico Fabris e Ippolito Sanfratello comemoram a conquista da medalha de ouro na prova de perseguição por equipes masculino.

## Medalhas
| Atleta                                                                              | Esporte                                | Evento                            | Medalha |
| ----------------------------------------------------------------------------------- | -------------------------------------- | --------------------------------- | ------- |
| Fulvio Valbusa Giorgio Di Centa Pietro Piller Cottrer Cristian Zorzi                | Esqui cross-country                    | Revezamento masculino             | Ouro    |
| Giorgio Di Centa                                                                    | Esqui cross-country                    | Largada coletiva masculina        | Ouro    |
| Armin Zöggeler                                                                      | Luge                                   | Individual masculino              | Ouro    |
| Matteo Anesi Stefano Donagrandi Enrico Fabris Ippolito Sanfratello Ermanno Ioriatti | Patinação de velocidade                | Perseguição por equipes masculino | Ouro    |
| Enrico Fabris                                                                       | Patinação de velocidade                | 1500 m masculino                  | Ouro    |
| Gerda Weissensteiner Jennifer Isacco                                                | Bobsleigh                              | Duplas femininas                  | Bronze  |
| Arianna Follis Gabriella Paruzzi Antonella Confortola Sabina Valbusa                | Esqui cross-country                    | Revezamento feminino              | Bronze  |
| Pietro Piller Cottrer                                                               | Esqui cross-country                    | Perseguição combinada masculina   | Bronze  |
| Gerhard Plankensteiner Oswald Haselrieder                                           | Luge                                   | Duplas                            | Bronze  |
| Enrico Fabris                                                                       | Patinação de velocidade                | 5000 m masculino                  | Bronze  |
| Marta Capurso Mara Zini Arianna Fontana Katia Zini                                  | Patinação de velocidade em pista curta | Revezamento 3000 m feminino       | Bronze  |

## Desempenho

### Biatlo
| Atleta                                                                      | Evento                     | Final     | Final    | Final    |
| Atleta                                                                      | Evento                     | Tempo     | Pen.     | Pos.     |
| --------------------------------------------------------------------------- | -------------------------- | --------- | -------- | -------- |
| Sergio Bonaldi                                                              | Velocidade masculino       | 30:06.7   | 3        | 67       |
| Barbara Ertl                                                                | Individual feminino        | 55:30.0   | 2        | 38       |
| Katja Haller                                                                | Velocidade feminino        | 25:22.6   | 1        | 53       |
| Katja Haller                                                                | Perseguição feminino       | DNF       | DNF      | DNF      |
| Paolo Longo                                                                 | Individual masculino       | 1:01:27.9 | 5        | 55       |
| Christian de Lorenzi                                                        | Velocidade masculino       | 28:14.5   | 2        | 27       |
| Christian de Lorenzi                                                        | Perseguição masculino      | 37:28.53  | 4        | 14       |
| Christian de Lorenzi                                                        | Largada coletiva masculina | 49:59.6   | 4        | 26       |
| Christian de Lorenzi                                                        | Individual masculino       | 56:04.0   | 1        | 7        |
| Wilfired Pallhuber                                                          | Velocidade masculino       | 28:05.6   | 1        | 22       |
| Wilfired Pallhuber                                                          | Perseguição masculino      | 37:30.36  | 3        | 17       |
| Wilfired Pallhuber                                                          | Largada coletiva masculina | 49:41.5   | 2        | 24       |
| Wilfired Pallhuber                                                          | Individual masculino       | 56:08.4   | 1        | 9        |
| Michela Ponza                                                               | Velocidade feminino        | 23:27.2   | 1        | 13       |
| Michela Ponza                                                               | Perseguição feminino       | 38:51.79  | 2        | 5        |
| Michela Ponza                                                               | Largada coletiva feminina  | 42:21.6   | 1        | 11       |
| Michela Ponza                                                               | Individual feminino        | 53:01.4   | 2        | 17       |
| Nathalie Santer                                                             | Velocidade feminino        | 24:09.5   | 2        | 26       |
| Nathalie Santer                                                             | Perseguição feminino       | 43:31.68  | 10       | 38       |
| Nathalie Santer                                                             | Individual feminino        | 57:08.4   | 6        | 52       |
| Saskia Santer                                                               | Velocidade feminino        | 25:42.6   | 3        | 57       |
| Saskia Santer                                                               | Perseguição feminino       | +1 volta  | +1 volta | +1 volta |
| Saskia Santer                                                               | Individual feminino        | 56:52.1   | 6        | 51       |
| Rene Laurent Vuillermoz                                                     | Velocidade masculino       | 28:46.7   | 4        | 40       |
| Rene Laurent Vuillermoz                                                     | Perseguição masculino      | 37:27.33  | 6        | 13       |
| Rene Laurent Vuillermoz                                                     | Largada coletiva masculina | 49:53.1   | 4        | 25       |
| Rene Laurent Vuillermoz                                                     | Individual masculino       | 58:17.9   | 4        | 25       |
| Christian de Lorenzi Rene Laurent Vuillermoz Paolo Longo Wilfired Pallhuber | Revezamento masculino      | 1:23:40.9 | 12       | 8        |
| Michela Ponza Saskia Santer Nathalie Santer Barbara Ertl                    | Revezamento feminino       | 1:22:42.7 | 12       | 12       |

### Bobsleigh
| Atleta                                                              | Evento             | Final      | Final      | Final      | Final      | Final   | Final             |
| Atleta                                                              | Evento             | 1ª corrida | 2ª corrida | 3ª corrida | 4ª corrida | Total   | Pos.              |
| ------------------------------------------------------------------- | ------------------ | ---------- | ---------- | ---------- | ---------- | ------- | ----------------- |
| Simone Bertazzo Matteo Torchio                                      | Duplas masculinas  | 55.78      | 55.99      | 56.43      | 56.95      | 3:45.15 | 9                 |
| Fabrizio Tosini Samuele Romanini                                    | Duplas masculinas  | 56.06      | 56.02      | 56.93      | 57.10      | 3:46.11 | 13                |
| Gerda Weissensteiner Jennifer Isacco                                | Duplas femininas   | 57.50      | 57.67      | 57.71      | 58.13      | 3:51.01 | Medalha de bronze |
| Jessica Gillarduzzi Fabiana Mollica                                 | Duplas femininas   | 58.26      | 57.77      | 58.38      | 58.55      | 3:52.96 | 12                |
| Simone Bertazzo Samuele Romanini Matteo Torchio Omar Sacco          | Equipes masculinas | 55.63      | 56.13      | 55.46      | 55.62      | 3:42.84 | 12                |
| Fabrizio Tosini Luca Ottolino Antonio De Sanctis Giorgio Morbidelli | Equipes masculinas | 55.80      | 55.73      | 55.57      | 55.51      | 3:42.61 | 11                |

### Combinado nórdico
| Davide Bresadola                                                 | Velocidade           | 102.0 | 31  | 1:35 | 21:43.3 +3:14.3 | 44  |
| Giuseppe Michielli                                               | Velocidade           | 104.7 | 26  | 1:24 | 19:32.0 +1:03.0 | 16  |
| Giuseppe Michielli                                               | Individual Gundersen | 219.5 | 21  | 2:52 | 42:05.5 +2:20.9 | 14  |
| Daniele Munari                                                   | Velocidade           | 89.2  | 44  | 2:26 | 21:03.1 +2:34.1 | 38  |
| Daniele Munari                                                   | Individual Gundersen | 196.5 | 35  | 4:24 | 45:06.3 +5:21.7 | 39  |
| Alessandro Pittin                                                | Individual Gundersen | 161.5 | 47  | 6:44 | 48:50.2 +9:05.6 | 46  |
| Jochen Strobl                                                    | Velocidade           | 96.0  | 37  | 1:59 | 20:09.8 +1:40.8 | 30  |
| Jochen Strobl                                                    | Individual Gundersen | 190.5 | 41  | 4:48 | 44:42.3 +4:57.7 | 34  |
| Davide Bresadola Jochen Strobl Daniele Munari Giuseppe Michielli | Equipes              | DNS   | DNS | DNS  | DNS             | DNS |

### Curling
| Equipe                                                                           | Evento    | Preliminar                | Preliminar | Semifinal         | Final             | Pos.        |
| Equipe                                                                           | Evento    | Adversário Placar         | Pos.       | Adversário Placar | Adversário Placar | Pos.        |
| -------------------------------------------------------------------------------- | --------- | ------------------------- | ---------- | ----------------- | ----------------- | ----------- |
| Diana Gaspari Giulia Lacedelli Rosa Pompanin Violetta Caldart Eleonora Alvera    | Feminino  | SUI Suíça D 4-11          | 10º        | Não avançou       | Não avançou       | Não avançou |
| Diana Gaspari Giulia Lacedelli Rosa Pompanin Violetta Caldart Eleonora Alvera    | Feminino  | DEN Dinamarca D 7-10      | 10º        | Não avançou       | Não avançou       | Não avançou |
| Diana Gaspari Giulia Lacedelli Rosa Pompanin Violetta Caldart Eleonora Alvera    | Feminino  | RUS Rússia V 6-4          | 10º        | Não avançou       | Não avançou       | Não avançou |
| Diana Gaspari Giulia Lacedelli Rosa Pompanin Violetta Caldart Eleonora Alvera    | Feminino  | SWE Suécia D 4-8          | 10º        | Não avançou       | Não avançou       | Não avançou |
| Diana Gaspari Giulia Lacedelli Rosa Pompanin Violetta Caldart Eleonora Alvera    | Feminino  | NOR Noruega D 7-9         | 10º        | Não avançou       | Não avançou       | Não avançou |
| Diana Gaspari Giulia Lacedelli Rosa Pompanin Violetta Caldart Eleonora Alvera    | Feminino  | GBR Grã-Bretanha D 5-9    | 10º        | Não avançou       | Não avançou       | Não avançou |
| Diana Gaspari Giulia Lacedelli Rosa Pompanin Violetta Caldart Eleonora Alvera    | Feminino  | USA Estados Unidos D 3-11 | 10º        | Não avançou       | Não avançou       | Não avançou |
| Diana Gaspari Giulia Lacedelli Rosa Pompanin Violetta Caldart Eleonora Alvera    | Feminino  | CAN Canadá D 4-11         | 10º        | Não avançou       | Não avançou       | Não avançou |
| Diana Gaspari Giulia Lacedelli Rosa Pompanin Violetta Caldart Eleonora Alvera    | Feminino  | JPN Japão D 4-6           | 10º        | Não avançou       | Não avançou       | Não avançou |
| Joël Retornaz Fabio Alvera Gian Paolo Zandegiacomo Antonio Menardi Marco Mariani | Masculino | GBR Grã-Bretanha D 5-7    | 7º         | Não avançou       | Não avançou       | Não avançou |
| Joël Retornaz Fabio Alvera Gian Paolo Zandegiacomo Antonio Menardi Marco Mariani | Masculino | SWE Suécia D 5-7          | 7º         | Não avançou       | Não avançou       | Não avançou |
| Joël Retornaz Fabio Alvera Gian Paolo Zandegiacomo Antonio Menardi Marco Mariani | Masculino | GER Alemanha V 9-8        | 7º         | Não avançou       | Não avançou       | Não avançou |
| Joël Retornaz Fabio Alvera Gian Paolo Zandegiacomo Antonio Menardi Marco Mariani | Masculino | USA Estados Unidos V 6-5  | 7º         | Não avançou       | Não avançou       | Não avançou |
| Joël Retornaz Fabio Alvera Gian Paolo Zandegiacomo Antonio Menardi Marco Mariani | Masculino | NOR Noruega D 3-11        | 7º         | Não avançou       | Não avançou       | Não avançou |
| Joël Retornaz Fabio Alvera Gian Paolo Zandegiacomo Antonio Menardi Marco Mariani | Masculino | NZL Nova Zelândia V 6-5   | 7º         | Não avançou       | Não avançou       | Não avançou |
| Joël Retornaz Fabio Alvera Gian Paolo Zandegiacomo Antonio Menardi Marco Mariani | Masculino | CAN Canadá V 7-6          | 7º         | Não avançou       | Não avançou       | Não avançou |
| Joël Retornaz Fabio Alvera Gian Paolo Zandegiacomo Antonio Menardi Marco Mariani | Masculino | FIN Finlândia D 4-7       | 7º         | Não avançou       | Não avançou       | Não avançou |
| Joël Retornaz Fabio Alvera Gian Paolo Zandegiacomo Antonio Menardi Marco Mariani | Masculino | SUI Suíça V 2-10          | 7º         | Não avançou       | Não avançou       | Não avançou |

### Esqui alpino
| Atletas               | Evento                   | Final      | Final      | Final      | Final   | Final |
| Atletas               | Evento                   | 1ª Corrida | 2ª Corrida | 3ª Corrida | Total   | Pos.  |
| --------------------- | ------------------------ | ---------- | ---------- | ---------- | ------- | ----- |
| Massimiliano Blardone | Super-G masculino        |            |            |            | 1:33.48 | 29    |
| Massimiliano Blardone | Slalom gigante masculino | 1:17.21    | 1:19.74    |            | 2:36.95 | 11    |
| Daniela Ceccarelli    | Super-G feminino         |            |            |            | 1:35.26 | 31    |
| Annalisa Ceresa       | Slalom feminino          | 44.55      | 48.22      |            | 1:32.77 | 24    |
| Chiara Costazza       | Slalom feminino          | 44.15      | 46.93      |            | 1:31.08 | 8     |
| Elena Fanchini        | Downhill feminino        |            |            |            | 2:01.06 | 29    |
| Elena Fanchini        | Super-G feminino         | DNF        | DNF        | DNF        | DNF     | DNF   |
| Nadia Fanchini        | Downhill feminino        |            |            |            | 1:57.84 | 10    |
| Nadia Fanchini        | Super-G feminino         |            |            |            | 1:36.46 | 38    |
| Nadia Fanchini        | Slalom gigante feminino  | 1:01.77    | 1:09.69    |            | 2:11.46 | 8     |
| Nadia Fanchini        | Combinado feminino       | 40.90      | 46.21      | 1:30.04    | 2:57.15 | 20    |
| Peter Fill            | Downhill masculino       |            |            |            | 1:50.88 | 19    |
| Peter Fill            | Super-G masculino        |            |            |            | 1:31.54 | 13    |
| Peter Fill            | Combinado masculino      | 1:39.22    | 47.46      | 45.43      | 3:12.21 | 9     |
| Kristian Ghedina      | Downhill masculino       |            |            |            | 1:50.98 | 23    |
| Denise Karbon         | Slalom gigante feminino  | 1:02.90    | DNF        | DNF        | DNF     | DNF   |
| Daniela Merighetti    | Downhill feminino        |            |            |            | 2:01.76 | 32    |
| Daniela Merighetti    | Slalom feminino          | DNF        | DNF        | DNF        | DNF     | DNF   |
| Daniela Merighetti    | Combinado feminino       | 41.41      | DSQ        | DSQ        | DSQ     | DSQ   |
| Manfred Mölgg         | Slalom gigante masculino | DNF        | DNF        | DNF        | DNF     | DNF   |
| Manfred Mölgg         | Slalom masculino         | DNF        | DNF        | DNF        | DNF     | DNF   |
| Manuela Mölgg         | Slalom gigante feminino  | DNF        | DNF        | DNF        | DNF     | DNF   |
| Manuela Mölgg         | Slalom feminino          | 43.59      | 48.58      | 1:32.17    |         | 19    |
| Karen Putzer          | Slalom gigante feminino  | 1:02.46    | 1:10.01    | 2:12.47    |         | 14    |
| Lucia Recchia         | Downhill feminino        |            |            |            | 1:58.30 | 13    |
| Lucia Recchia         | Super-G feminino         |            |            |            | 1:33.48 | 8     |
| Giorgio Rocca         | Slalom masculino         | DNF        | DNF        | DNF        | DNF     | DNF   |
| Giorgio Rocca         | Combinado masculino      | 1:41.39    | 44.88      | 44.47      | 3:10.74 | 5     |
| Alberto Schieppati    | Slalom gigante masculino | 1:18.21    | 1:19.62    |            | 2:37.83 | 15    |
| Hannes Paul Schmid    | Slalom masculino         | 55.26      | 1:13.37    |            | 2:08.63 | 39    |
| Davide Simoncelli     | Slalom gigante masculino | DNF        | DNF        | DNF        | DNF     | DNF   |
| Wendy Siorpaes        | Combinado feminino       | 42.66      | 48.48      | 1:31.71    | 3:02.85 | 27    |
| Patrick Staudacher    | Downhill masculino       |            |            |            | 1:50.29 | 9     |
| Patrick Staudacher    | Super-G masculino        |            |            |            | 1:31.91 | 17    |
| Patrick Staudacher    | Combinado masculino      | 1:40.52    | DNF        | DNF        | DNF     | DNF   |
| Kurt Sulzenbacher     | Downhill masculino       |            |            |            | 1:50.84 | 18    |
| Patrick Thaler        | Slalom masculino         | DNF        | DNF        | DNF        | DNF     | DNF   |

### Esqui cross-country
| Atleta                                                               | Evento                           | Preliminares | Preliminares | Quartas     | Quartas     | Semifinal   | Semifinal   | Final           | Final             |
| Atleta                                                               | Evento                           | Total        | Pos.         | Total       | Pos.        | Total       | Pos.        | Total           | Pos.              |
| -------------------------------------------------------------------- | -------------------------------- | ------------ | ------------ | ----------- | ----------- | ----------- | ----------- | --------------- | ----------------- |
| Valerio Checci                                                       | Clássico masculino               |              |              |             |             |             |             | 41:01.5         | 38                |
| Valerio Checci                                                       | Perseguição combinada masculina  |              |              |             |             |             |             | 1:17:37.8       | 19                |
| Giorgio Di Centa                                                     | Perseguição combinada masculina  |              |              |             |             |             |             | 1:17:03.2       | 4                 |
| Giorgio Di Centa                                                     | Largada coletiva masculina       |              |              |             |             |             |             | 2:06:11.8       | Medalha de ouro   |
| Antonella Confortola                                                 | Clássico feminino                |              |              |             |             |             |             | 30:26.9         | 34                |
| Antonella Confortola                                                 | Perseguição combinada feminina   |              |              |             |             |             |             | 45:11.9         | 22                |
| Antonella Confortola                                                 | Largada coletiva feminina        |              |              |             |             |             |             | DNF             | DNF               |
| Pietro Piller Cottrer                                                | Perseguição combinada masculina  |              |              |             |             |             |             | 1:17:01.7       | Medalha de ouro   |
| Pietro Piller Cottrer                                                | Largada coletiva masculina       |              |              |             |             |             |             | 2:06:14.0       | 5                 |
| Arianna Follis                                                       | Perseguição combinada feminina   |              |              |             |             |             |             | 46:40.9         | 36                |
| Arianna Follis                                                       | Largada coletiva feminina        |              |              |             |             |             |             | 1:24:46.1       | 12                |
| Arianna Follis                                                       | Velocidade individual feminino   | 2:12.90      | 2 Q          | 2:14.7      | 2 Q         | 2:16.2      | 3           | Final B 2:20.3  | 7                 |
| Loris Frasnelli                                                      | Velocidade individual masculino  | 2:16.30      | 8 Q          | 2:20.4      | 2 Q         | 2:26.8      | 3           | Final B 2:25.2  | 6                 |
| Magda Genuin                                                         | Clássico feminino                |              |              |             |             |             |             | 31:37.8         | 48                |
| Magda Genuin                                                         | Velocidade individual feminino   | 2:16.41      | 18 Q         | 2:17.9      | 4           | Não avançou | Não avançou | Não avançou     | 19                |
| Barbara Moriggl                                                      | Velocidade individual feminino   | 2:19.12      | 33           | Não avançou | Não avançou | Não avançou | Não avançou | Não avançou     | 33                |
| Cristina Paluselli                                                   | Clássico feminino                |              |              |             |             |             |             | 30:46.0         | 39                |
| Gabriella Paruzzi                                                    | Clássico feminino                |              |              |             |             |             |             | 29:24.0         | 13                |
| Gabriella Paruzzi                                                    | Perseguição combinada feminina   |              |              |             |             |             |             | 43:18.9         | 5                 |
| Gabriella Paruzzi                                                    | Largada coletiva feminina        |              |              |             |             |             |             | 1:23:00.8       | 5                 |
| Renato Pasini                                                        | Velocidade individual masculino  | 2:16.87      | 11 Q         | 2:23.7      | 4           | Não avançou | Não avançou | Não avançou     | 18                |
| Fabio Santus                                                         | Clássico masculino               |              |              |             |             |             |             | 40:47.0         | 33                |
| Fabio Santus                                                         | Perseguição combinada masculina  |              |              |             |             |             |             | 1:17:25.5       | 16                |
| Fabio Santus                                                         | Largada coletiva masculina       |              |              |             |             |             |             | 2:06:38.2       | 19                |
| Cristian Saracco                                                     | Clássico masculino               |              |              |             |             |             |             | 41:12.0         | 40                |
| Freddy Schwienbacher                                                 | Velocidade individual masculino  | 2:18.59      | 17 Q         | 2:20.4      | 1 Q         | 2:22.8      | 3           | Final B 17:31.3 | 5                 |
| Fulvio Valbusa                                                       | Clássico masculino               |              |              |             |             |             |             | 39:18.8         | 12                |
| Fulvio Valbusa                                                       | Largada coletiva masculina       |              |              |             |             |             |             | 2:07:22.5       | 30                |
| Sabina Valbusa                                                       | Perseguição combinada feminina   |              |              |             |             |             |             | 44:44.7         | 17                |
| Sabina Valbusa                                                       | Largada coletiva feminina        |              |              |             |             |             |             | 1:23:37.6       | 10                |
| Cristian Zorzi                                                       | Velocidade individual masculino  | 2:16.23      | 5 Q          | 2:25.9      | 1 Q         | 2:26.1      | 2 Q         | 2:31.7          | 4                 |
| Freddy Schwienbacher Giorgio Di Centa                                | Velocidade por equipes masculino |              |              |             |             | 17:26.2     | 4 Q         | 17:31.3         | 9                 |
| Arianna Follis Gabriella Paruzzi                                     | Velocidade por equipes feminino  |              |              |             |             | 17:32.6     | 3 Q         | 17:24.8         | 7                 |
| Fulvio Valbusa Giorgio Di Centa Pietro Piller Cottrer Cristian Zorzi | Revezamento masculino            |              |              |             |             |             |             | 1:43:45.7       | Medalha de ouro   |
| Arianna Follis Gabriella Paruzzi Antonella Confortola Sabina Valbusa | Revezamento feminino             |              |              |             |             |             |             | 54:58.7         | Medalha de bronze |

### Esqui estilo livre
| Atleta                 | Evento           | Preliminar | Preliminar | Final       | Final |
| Atleta                 | Evento           | Pontos     | Pos.       | Pontos      | Pos.  |
| ---------------------- | ---------------- | ---------- | ---------- | ----------- | ----- |
| Walter Bormolini       | Moguls masculino | 22.87      | 18 Q       | 21.36       | 18    |
| Claudio Bosia          | Moguls masculino | 19.62      | 31         | Não avançou | 31    |
| Simone Galli           | Moguls masculino | 21.98      | 21         | Não avançou | 21    |
| Mariangela Parravicini | Moguls feminino  | 19.62      | 23         | Não avançou | 23    |
| Mattia Pegorari        | Moguls masculino | 16.25      | 34         | Não avançou | 34    |
| Deborah Scanzio        | Moguls feminino  | 22.72      | 13 Q       | 23.00       | 9     |

### Hóquei no gelo
| Equipe | Evento    | Fase de grupos            | Fase de grupos | Quartas           | Semifinal         | Final             | Pos.        |
| Equipe | Evento    | Adversário Placar         | Pos.           | Adversário Placar | Adversário Placar | Adversário Placar | Pos.        |
| --- | --------- | ------------------------- | -------------- | ----------------- | ----------------- | ----------------- | ----------- |
| Michela Angeloni Evelyn Bazzanella Valentina Bettarini Celeste Bissardella Heidi Caldart Silvia Carignano Diana da Rugna Anna de la Forest Nadia de Nardin Linda de Rocco Rebecca Fiorese Sabina Florian Luana Frasnelli Manuela Friz Waltraud Kaser Maria Michaela Leitner Debora Montanari Katharina Sparer Silvia Toffano Sabrina Viel                                           | Feminino  | CAN Canadá D 0-16         | 4º (Gr. A)     |                   | Não avançou       | Não avançou       | Não avançou |
| Michela Angeloni Evelyn Bazzanella Valentina Bettarini Celeste Bissardella Heidi Caldart Silvia Carignano Diana da Rugna Anna de la Forest Nadia de Nardin Linda de Rocco Rebecca Fiorese Sabina Florian Luana Frasnelli Manuela Friz Waltraud Kaser Maria Michaela Leitner Debora Montanari Katharina Sparer Silvia Toffano Sabrina Viel                                           | Feminino  | SWE Suécia D 0-11         | 4º (Gr. A)     |                   | Não avançou       | Não avançou       | Não avançou |
| Michela Angeloni Evelyn Bazzanella Valentina Bettarini Celeste Bissardella Heidi Caldart Silvia Carignano Diana da Rugna Anna de la Forest Nadia de Nardin Linda de Rocco Rebecca Fiorese Sabina Florian Luana Frasnelli Manuela Friz Waltraud Kaser Maria Michaela Leitner Debora Montanari Katharina Sparer Silvia Toffano Sabrina Viel                                           | Feminino  | RUS Rússia D 1-5          | 4º (Gr. A)     |                   | Não avançou       | Não avançou       | Não avançou |
| Rene Baur Gunther Hell Jason Muzzatti Christian Borgatello Armin Helfer Bob Nardella Florian Ramoser Andre Signoretti Michele Strazzabosco Carter Trevisani Luca Ansoldi Joe Busillo Mario Chitarroni Jason Cirone Giorgio de Bettin Manuel de Toni Tony Iob Stefano Margoni John Parco Giulio Scandella Lucio Topatigh Tony Tuzzolino Stefan Zisser Nicola Fontanive Carlo Lorenzi | Masculino | CAN Canadá D 2-7          | 6º (Gr. A)     | Não avançou       | Não avançou       | Não avançou       | Não avançou |
| Rene Baur Gunther Hell Jason Muzzatti Christian Borgatello Armin Helfer Bob Nardella Florian Ramoser Andre Signoretti Michele Strazzabosco Carter Trevisani Luca Ansoldi Joe Busillo Mario Chitarroni Jason Cirone Giorgio de Bettin Manuel de Toni Tony Iob Stefano Margoni John Parco Giulio Scandella Lucio Topatigh Tony Tuzzolino Stefan Zisser Nicola Fontanive Carlo Lorenzi | Masculino | FIN Finlândia D 0-6       | 6º (Gr. A)     | Não avançou       | Não avançou       | Não avançou       | Não avançou |
| Rene Baur Gunther Hell Jason Muzzatti Christian Borgatello Armin Helfer Bob Nardella Florian Ramoser Andre Signoretti Michele Strazzabosco Carter Trevisani Luca Ansoldi Joe Busillo Mario Chitarroni Jason Cirone Giorgio de Bettin Manuel de Toni Tony Iob Stefano Margoni John Parco Giulio Scandella Lucio Topatigh Tony Tuzzolino Stefan Zisser Nicola Fontanive Carlo Lorenzi | Masculino | GER Alemanha E 3-3        | 6º (Gr. A)     | Não avançou       | Não avançou       | Não avançou       | Não avançou |
| Rene Baur Gunther Hell Jason Muzzatti Christian Borgatello Armin Helfer Bob Nardella Florian Ramoser Andre Signoretti Michele Strazzabosco Carter Trevisani Luca Ansoldi Joe Busillo Mario Chitarroni Jason Cirone Giorgio de Bettin Manuel de Toni Tony Iob Stefano Margoni John Parco Giulio Scandella Lucio Topatigh Tony Tuzzolino Stefan Zisser Nicola Fontanive Carlo Lorenzi | Masculino | CZE República Checa D 1-4 | 6º (Gr. A)     | Não avançou       | Não avançou       | Não avançou       | Não avançou |
| Rene Baur Gunther Hell Jason Muzzatti Christian Borgatello Armin Helfer Bob Nardella Florian Ramoser Andre Signoretti Michele Strazzabosco Carter Trevisani Luca Ansoldi Joe Busillo Mario Chitarroni Jason Cirone Giorgio de Bettin Manuel de Toni Tony Iob Stefano Margoni John Parco Giulio Scandella Lucio Topatigh Tony Tuzzolino Stefan Zisser Nicola Fontanive Carlo Lorenzi | Masculino | SUI Suíça E 3-3           | 6º (Gr. A)     | Não avançou       | Não avançou       | Não avançou       | Não avançou |

### Luge
| Atleta                                    | Evento               | Final      | Final      | Final      | Final      | Final    | Final             |
| Atleta                                    | Evento               | 1ª corrida | 2ª corrida | 3ª corrida | 4ª corrida | Total    | Pos.              |
| ----------------------------------------- | -------------------- | ---------- | ---------- | ---------- | ---------- | -------- | ----------------- |
| Wilfried Huber                            | Individual masculino | 52.095     | 51.748     | 51.848     | 51.984     | 3:27.675 | 10                |
| Anastasia Antonova Oberstolz              | Individual feminino  | DNF        | DNF        | DNF        | DNF        | DNF      | DNF               |
| Sarah Podorieszach                        | Individual feminino  | 47.858     | 47.647     | 47.519     | 47.850     | 3:10.874 | 11                |
| Reinhold Rainer                           | Individual masculino | 51.926     | 51.696     | 51.647     | 51.733     | 3:27.002 | 8                 |
| Armin Zoeggeler                           | Individual masculino | 51.718     | 51.414     | 51.430     | 51.526     | 3:26.088 | Medalha de ouro   |
| Patrick Gruber Christian Oberstolz        | Duplas               | 47.620     | 47.336     |            |            | 1:34.956 | 5                 |
| Oswald Haselrieder Gerhard Plankensteiner | Duplas               | 47.236     | 47.694     |            |            | 1:34.930 | Medalha de bronze |

### Patinação artística
| Atleta           | Evento               | Programa curto | Programa curto | Programa longo | Programa longo | Total       | Total |
| Atleta           | Evento               | Pontos         | Pos.           | Pontos         | Pos.           | Pontos      | Pos.  |
| ---------------- | -------------------- | -------------- | -------------- | -------------- | -------------- | ----------- | ----- |
| Silvia Fontana   | Individual feminino  | 42.47          | 23 Q           | 77.90          | 22             | 120.37      | 22    |
| Carolina Kostner | Individual feminino  | 53.77          | 11 Q           | 99.73          | 9              | 153.50      | 9     |
| Karel Zelenka    | Individual masculino | 53.46          | 25             | Não avançou    | Não avançou    | Não avançou | 25    |

| Atleta                                | Evento        | Dança obrigatória | Dança obrigatória | Dança original | Dança original | Dança livre | Dança livre | Total  | Total |
| Atleta                                | Evento        | Pontos            | Pos.              | Pontos         | Pos.           | Pontos      | Pos.        | Pontos | Pos.  |
| ------------------------------------- | ------------- | ----------------- | ----------------- | -------------- | -------------- | ----------- | ----------- | ------ | ----- |
| Federica Faiella Massimo Scali        | Dança no gelo | 33.20             | 10                | 43.25          | 21             | 87.92       | 10          | 164.37 | 13    |
| Barbara Fusar Poli Maurizio Margaglio | Dança no gelo | 38.78             | 1                 | 51.73          | 10             | 92.95       | 8           | 183.46 | 6     |

### Patinação de velocidade
Individual
| Atleta               | Evento            | 1ª corrida | 1ª corrida | 2ª corrida | 2ª corrida | Final    | Final             |
| Atleta               | Evento            | Tempo      | Pos.       | Tempo      | Pos.       | Tempo    | Pos.              |
| -------------------- | ----------------- | ---------- | ---------- | ---------- | ---------- | -------- | ----------------- |
| Matteo Anesi         | 1500 m masculino  |            |            |            |            | 1:49.88  | 29                |
| Maurizio Carnino     | 500 m masculino   | 36.24      | 28         | 36.43      | 33         | 1:12.67  | 31                |
| Maurizio Carnino     | 1000 m masculino  |            |            |            |            | 1:11.44  | 30                |
| Stefano Donagrandi   | 1000 m masculino  |            |            |            |            | 1:48.85  | 22                |
| Stefano Donagrandi   | 1500 m masculino  |            |            |            |            | 6:33.45  | 16                |
| Stefano Donagrandi   | 5000 m masculino  |            |            |            |            | 1:48.85  | 22                |
| Enrico Fabris        | 1500 m masculino  |            |            |            |            | 1:45.97  | Medalha de ouro   |
| Enrico Fabris        | 5000 m masculino  |            |            |            |            | 6:18.25  | Medalha de bronze |
| Enrico Fabris        | 10000 m masculino |            |            |            |            | 13:21.54 | 8                 |
| Ermanno Ioriatti     | 500 m masculino   | 35.88      | 20         | 35.80      | 22         | 1:11.68  | 21                |
| Ermanno Ioriatti     | 1000 m masculino  |            |            |            |            | DSQ      | DSQ               |
| Adelia Marra         | 1500 m feminino   |            |            |            |            | 2:03.07  | 31                |
| Adelia Marra         | 3000 m feminino   |            |            |            |            | 4:16.27  | 20                |
| Ippolito Sanfratello | 1500 m masculino  |            |            |            |            | 1:48.44  | 18                |
| Ippolito Sanfratello | 5000 m masculino  |            |            |            |            | 6:32.58  | 14                |
| Ippolito Sanfratello | 10000 m masculino |            |            |            |            | 13:41.91 | 12                |
| Chiara Simionato     | 500 m feminino    | 39.02      | 11         | 38.66      | 9          | 1:17.68  | 10                |
| Chiara Simionato     | 1000 m feminino   |            |            |            |            | 1:17.53  | 13                |
| Chiara Simionato     | 1500 m feminino   |            |            |            |            | 1:58.76  | 5                 |

Perseguição por equipes
| Atleta                                                             | Evento                            | Preliminar | Preliminar | Quartas                             | Semifinal                             | Final                    | Final           |
| Atleta                                                             | Evento                            | Tempo      | Pos.       | Adversário Tempo                    | Adversário Tempo                      | Adversário Tempo         | Pos.            |
| ------------------------------------------------------------------ | --------------------------------- | ---------- | ---------- | ----------------------------------- | ------------------------------------- | ------------------------ | --------------- |
| Matteo Anesi Stefano Donagrandi Enrico Fabris Ippolito Sanfratello | Perseguição por equipes masculino | 3:47.79    | 2          | USA Estados Unidos (7) V 3:43.64 OR | NED Países Baixos (3) V Ultrapassagem | CAN Canadá (1) V 3:44.46 | Medalha de ouro |

### Patinação de velocidade em pista curta
| Atleta                                                          | Evento                       | Preliminar | Preliminar | Quartas  | Quartas | Semifinal   | Semifinal   | Final            | Final             |
| Atleta                                                          | Evento                       | Tempo      | Pos.       | Tempo    | Pos.    | Tempo       | Pos.        | Tempo            | Pos.              |
| --------------------------------------------------------------- | ---------------------------- | ---------- | ---------- | -------- | ------- | ----------- | ----------- | ---------------- | ----------------- |
| Marta Capurso                                                   | 500 m feminino               | 45.217     | 2 Q        | 44.438   | 2 Q     | 45.204      | 4           | Final B 46.899   | 5                 |
| Marta Capurso                                                   | 1000 m feminino              | DSQ        | DSQ        | DSQ      | DSQ     | DSQ         | DSQ         | DSQ              | DSQ               |
| Marta Capurso                                                   | 1500 m feminino              | 2:31.053   | 2 Q        |          |         | 2:27.291    | 4           | Final B 2:30.054 | 9                 |
| Fabio Carta                                                     | 1000 m masculino             | 1:27.826   | 2 Q        | 1:27.656 | 3       | Não avançou | Não avançou | Não avançou      | 8                 |
| Fabio Carta                                                     | 1500 m masculino             | 2:27.799   | 3 Q        |          |         | 2:19.724    | 3           | Final B 2:24.658 | 7                 |
| Arianna Fontana                                                 | 500 m feminino               | 45.398     | 2 Q        | 44.948   | 3       | Não avançou | Não avançou | Não avançou      | 11                |
| Arianna Fontana                                                 | 1000 m feminino              | 1:32.033   | 2 Q        | 1:33.401 | 1 Q     | 1:33.228    | 4           | Final B 1:34.269 | 6                 |
| Nicola Rodigari                                                 | 500 m masculino              | 42.189     | 2 Q        | 43.701   | 2 Q     | 42.131      | 4           | Final B 42.398   | 7                 |
| Nicola Rodigari                                                 | 1000 m masculino             | 1:27.184   | 2 Q        | 1:27.240 | 3       | Não avançou | Não avançou | Não avançou      | 7                 |
| Nicola Rodigari                                                 | 1500 m masculino             | 2:29.885   | 2 Q        |          |         | 2:18.615    | 6           | Não avançou      | 14                |
| Roberto Serra                                                   | 500 m masculino              | 43.120     | 2 Q        | 42.773   | 3       | Não avançou | Não avançou | Não avançou      | 9                 |
| Katia Zini                                                      | 1500 m feminino              | 2:41.561   | 3 Q        |          |         | 2:23.141    | 4           | Final B 2:30.164 | 10                |
| Fabio Carta Nicola Rodigari Nicola Franceschina Yuri Confortola | Revezamento 5000 m masculino |            |            |          |         | 7:07.358    | 3 Q         | 6:48.597         | 4                 |
| Marta Capurso Arianna Fontana Katia Zini Mara Zini              | Revezamento 3000 m feminino  |            |            |          |         | 4:19.797    | 2 Q         | 4:20.030         | Medalha de bronze |

### Salto de esqui
| Atleta                                                                | Evento                  | Preliminar | Preliminar | 1ª rodada   | 1ª rodada   | Final       | Final       | Final |
| Atleta                                                                | Evento                  | Pontos     | Pos.       | Pontos      | Pos.        | Pontos      | Total       | Pos.  |
| --------------------------------------------------------------------- | ----------------------- | ---------- | ---------- | ----------- | ----------- | ----------- | ----------- | ----- |
| Alessio Bolognani                                                     | Pista normal individual | 100.5      | 40         | Não avançou | Não avançou | Não avançou | Não avançou | 40    |
| Alessio Bolognani                                                     | Pista longa individual  | 74.9       | 33 Q       | 70.7        | 44          | Não avançou | Não avançou | 44    |
| Sebastian Colloredo                                                   | Pista normal individual | 118.0      | 14 Q       | 113.5       | 30 Q        | 113.0       | 226.5       | 27    |
| Sebastian Colloredo                                                   | Pista longa individual  | 94.1       | 13 Q       | 90.2        | 36          | Não avançou | Não avançou | 36    |
| Andrea Morassi                                                        | Pista normal individual | 107.5      | 30 Q       | 108.5       | 36          | Não avançou | Não avançou | 36    |
| Andrea Morassi                                                        | Pista longa individual  | 45.7       | 50         | Não avançou | Não avançou | Não avançou | Não avançou | 50    |
| Alessio Bolognani Davide Bresadola Sebastian Colloredo Andrea Morassi | Pista longa por equipes |            |            | 328.4       | 11          | Não avançou | Não avançou | 11    |

### Skeleton
| Atleta             | Evento    | Final      | Final      | Final   | Final |
| Atleta             | Evento    | 1ª corrida | 2ª corrida | Total   | Pos.  |
| ------------------ | --------- | ---------- | ---------- | ------- | ----- |
| Maurizio Oioli     | Masculino | 59.28      | 59.24      | 1:58.52 | 12    |
| Costanza Zanoletti | Feminino  | 1:00.99    | 1:01.18    | 2:02.17 | 5     |

### Snowboard
Halfpipe
| Atleta            | Evento             | Preliminar | Preliminar | Preliminar | Preliminar | Final       | Final       | Final |
| Atleta            | Evento             | Pontos     | Pos.       | Pontos     | Pos.       | 1ª corrida  | 2ª corrida  | Pos.  |
| ----------------- | ------------------ | ---------- | ---------- | ---------- | ---------- | ----------- | ----------- | ----- |
| Tania Detomas     | Halfpipe feminino  | 29.7       | 13         | 33.6       | 8          | Não avançou | Não avançou | 14    |
| Giacomo Kratter   | Halfpipe masculino | 12.8       | 36         | 37.0       | 7          | Não avançou | Não avançou | 13    |
| Romina Masolini   | Halfpipe feminino  | 12.7       | 27         | 20.5       | 19         | Não avançou | Não avançou | 25    |
| Manuel Pietropoli | Halfpipe masculino | 12.3       | 37         | 4.1        | 37         | Não avançou | Não avançou | 43    |

Slalom gigante paralelo
| Atleta              | Evento                            | Preliminar | Preliminar | Oitavas                    | Quartas          | Semifinal        | Final            | Final |
| Atleta              | Evento                            | Pontos     | Pos.       | Adversário Tempo           | Adversário Tempo | Adversário Tempo | Adversário Tempo | Pos.  |
| ------------------- | --------------------------------- | ---------- | ---------- | -------------------------- | ---------------- | ---------------- | ---------------- | ----- |
| Corinna Boccacini   | Slalom gigante paralelo feminino  | 1:23.40    | 19         | Não avançou                | Não avançou      | Não avançou      | Não avançou      | 19    |
| Isabella Dal Balcon | Slalom gigante paralelo feminino  | 1:22.55    | 13 Q       | RUS Boldikova (4) D +18.13 | Não avançou      | Não avançou      | Não avançou      | 13    |
| Meinhard Erlacher   | Slalom gigante paralelo masculino | 1:13.22    | 22         | Não avançou                | Não avançou      | Não avançou      | Não avançou      | 22    |
| Roland Fischnaller  | Slalom gigante paralelo masculino | 1:11.61    | 12 Q       | SUI Jaquet (5) D +0.51     | Não avançou      | Não avançou      | Não avançou      | 13    |
| Rudi Galli          | Slalom gigante paralelo masculino | DSQ        | DSQ        | DSQ                        | DSQ              | DSQ              | DSQ              | DSQ   |
| Marion Posch        | Slalom gigante paralelo feminino  | 1:22.89    | 15 Q       | USA Fletcher (2) D +0.96   | Não avançou      | Não avançou      | Não avançou      | 15    |
| Carmen Ranigler     | Slalom gigante paralelo feminino  | 1:25.23    | 26         | Não avançou                | Não avançou      | Não avançou      | Não avançou      | 26    |
| Simone Salvati      | Slalom gigante paralelo masculino | 1:13.48    | 24         | Não avançou                | Não avançou      | Não avançou      | Não avançou      | 24    |

Snowboard Cross
| Atleta              | Evento                    | Preliminar | Preliminar | Oitavas     | Quartas     | Semifinal   | Final               | Final |
| Atleta              | Evento                    | Pontos     | Pos.       | Posição     | Posição     | Posição     | Posição             | Pos.  |
| ------------------- | ------------------------- | ---------- | ---------- | ----------- | ----------- | ----------- | ------------------- | ----- |
| Carmen Ranigler     | Snowboard cross feminino  | 1:32.91    | 16 Q       | Não avançou | Não avançou | Não avançou | Não avançou         | 16    |
| Alberto Schiavon    | Snowboard cross masculino | 1:22.38    | 22 Q       | 3           | Não avançou | Não avançou | Não avançou         | 26    |
| Tommaso Tagliaferri | Snowboard cross masculino | 1:20.93    | 4 Q        | 2           | 3           | Não avançou | Disputa de 9º-12º 3 | 11    |

Legenda
| Recorde mundial      | Recorde mundial (World record)               |                       | Recorde africano                      | Recorde africano (African) |                                           | Q | Classificado por posição (Qualified) |
| Recorde olímpico     | Recorde olímpico (Olympic record)            | Recorde da América    | Recorde da América (Americas)         | q                          | Classificado por melhor tempo (Qualified) |   |                                      |
| Melhor marca do ano  | Melhor marca do ano (World leading)          | Recorde asiático      | Recorde asiático (Asian)              | DNS                        | Não largou (Did not start)                |   |                                      |
| Recorde nacional     | Recorde nacional (National record)           | Recorde europeu       | Recorde europeu (European)            | DNF                        | Não terminou (Did not finish)             |   |                                      |
| Recorde pessoal      | Recorde pessoal do atleta (Personal best)    | Recorde da Oceania    | Recorde da Oceania (Oceania)          | DSQ / DQ                   | Desclassificado (Disqualified)            |   |                                      |
| Recorde da temporada | Recorde da temporada do atleta (Season best) | Recorde sul-americano | Recorde sul-americano (South America) | NM                         | Sem marca (No mark)                       |   |                                      |